# Erik Henschel
Erik Henschel (* 4. Oktober 1996 in Hildesheim) ist ein deutscher Fußballspieler.

## Karriere
Nach seinen Anfängen in der Jugend des SC Harsum und von Hannover 96 wechselte er im Sommer 2012 in die Jugendabteilung von Eintracht Braunschweig. Nach drei Saisons für die zweite Mannschaft in der Regionalliga wechselte er im Sommer 2018 zum Halleschen FC. Dort kam er auch zu seinem ersten Einsatz im Profibereich in der 3. Liga, als er am 22. Dezember 2018, dem 20. Spieltag, beim 2:0-Heimsieg gegen den FSV Zwickau in der 90. Spielminute für Marvin Ajani eingewechselt wurde. Im Sommer 2020 wechselte er in die Regionalliga Nord zum HSC Hannover. Für seinen Verein bestritt er bis zum Saisonabbruch in Folge der COVID-19-Pandemie neun Ligaspiele.
Anfang Februar 2021 schloss er sich dem Ligarivalen TSV Havelse an. Nachdem sich die Mannschaft in den Aufstiegsspielen zur 3. Liga durchsetzen konnte, gehörte er dort in der folgenden Saison 2021/22 bei den ersten drei Ligaspielen jeweils dem Spieltagskader an, ohne eingesetzt zu werden. Später verletzte er sich und verpasste daher einen Großteil der Saison. Als die Mannschaft am Saisonende wieder in die Regionalliga abstieg, verließ er den TSV im Sommer 2022, ohne für den Verein ein Pflichtspiel bestritten zu haben.
Stattdessen schloss er sich dem Oberligisten SV Arminia Hannover an, bei dem er sich in der anschließenden Saison 2022/23 als Stammspieler durchsetzen konnte. Nach einem Jahr verließ er den Verein wieder und kehrte zu seinem Jugendverein Eintracht Braunschweig zurück, die ihn für die mittlerweile in der sechstklassigen Landesliga antretende zweite Mannschaft unter Vertrag nahm.

## Erfolge
- Aufstieg in die 3. Liga: 2021